# 年輕教宗
《年輕教宗》（英語：The Young Pope）是一套以英語對白的義大利剧集，由保羅·索倫提諾導演，Sky Atlantic、HBO、Canal+以及來自Wildside的羅倫索·米耶利、馬里奧·賈納尼、法士度·布里茲等聯合出品，裘德·洛和黛安·基頓主演。
2016年9月3日，《年輕教宗》於第73屆威尼斯影展上舉行了全球首映，以播放其中兩集的形式參與競賽，這是有史以來首次在威尼斯影展上播放的影集。此劇隨後於2016年10月21日由 Sky Atlantic 在義大利首播，在臺灣通過中華電信MOD的FX 72頻道播出。剧集第二季《新教宗》将于2019年播出。

## 主要演員
- 裘德·洛 飾 教宗庇護十三世（本名連尼·貝納度），原是天主教紐約總教區主教[1][5]
- 黛安·基頓 飾 美國修女瑪莉，貝納度在孤兒院時的養育人，被任命為教宗的私人祕書[1][5]
- 希維歐·奧蘭多（英语：Silvio Orlando） 飾 安奇洛·沃耶羅 樞機，身兼羅馬聖教會總司庫和國務樞機卿[5]
- 哈維爾·加馬拉（英语：Javier Cámara） 飾 貝納多·古提雷茲 蒙席（後晉升樞機），教宗的典儀長[5]
- 史考特·雪柏（英语：Scott Shepherd (actor)） 飾 安特烈·杜索利耶樞機，傳教士，是連尼的童年夥伴兼好友[5]
- 西西莉·迪·法蘭斯 飾 蘇菲亞，教宗的市場管理員[5]
- 露迪芬·莎妮 飾 艾絲特，一名瑞士近衛隊成員的妻子[5]
- 東尼·貝托雷利（英语：Toni Bertorelli） 飾 卡達尼西塔樞機[5]，一名年長有權的梵蒂岡政治家，很有城府
- 詹姆士·克倫威爾 飾 麥可·史賓塞樞機，前任紐約主教，連尼的導師[5]

## 外部連結
- 官方网站 （英文）
- 互联网电影数据库（IMDb）上《年輕教宗》的资料（英文）